# Грејс — Принцеза од Монака
Грејс — Принцеза од Монака (енгл. Grace of Monaco) је америчко–француска биографска драма из 2013. године у којој је у насловној улози Никол Кидман.
Филм приказује живот холивудске глумице и кнегиње од Монака у време несугласица и напетих односа између њеног мужа, принца Ренијеа, и француког председника Шарла Де Гола.

## Главне улоге
| Глумац              | Улога                |
| ------------------- | -------------------- |
| Никол Кидман        | Грејс Кели           |
| Тим Рот             | Реније III од Монака |
| Френк Ланџела       | отац Френсис Такер   |
| Џералдина Самервил  | принцеза Антоанета   |
| Роберт Линдзи       | Аристотел Оназис     |
| Паз Вега            | Марија Калас         |
| Роџер Ештон-Грифитс | Алфред Хичкок        |
| Паркер Поузи        | Меџ                  |
| Мајло Вентимилија   | Руперт Ален          |